# さいたま市コミュニティバス

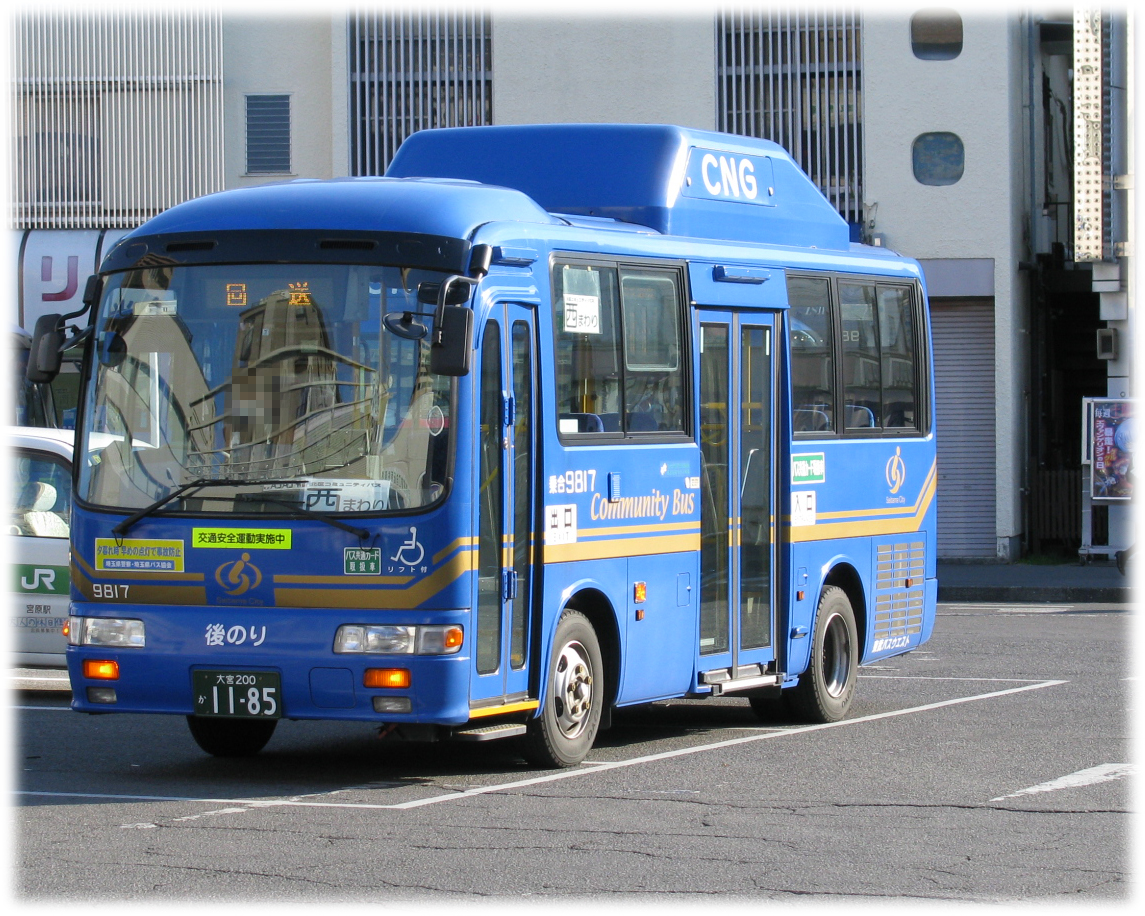
さいたま市コミュニティバス 過去の車両
日野・リエッセ CNG車
東武バスウエスト (9817)

さいたま市コミュニティバス（さいたましコミュニティバス）は、埼玉県さいたま市のコミュニティバス。政令指定都市となった2003年（平成15年）4月1日に運行開始。現在は市内10区のうち西区・北区・見沼区・桜区・南区・岩槻区の6区で運行されている。
西武バス（大宮営業所）、国際興業バス（さいたま東営業所・西浦和営業所）、東武バスウエスト（大宮営業事務所・岩槻営業所）が運行を担っている。

## 概要

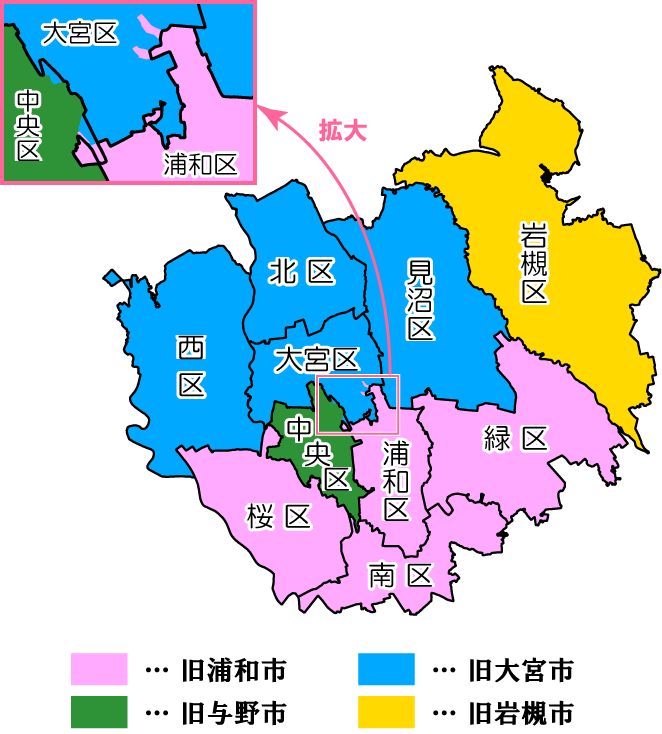
さいたま市の行政区と旧市域

2001年（平成13年）5月1日、浦和市・大宮市・与野市の3市の合併によりさいたま市が新設された。2003年（平成15年）4月1日に政令指定都市となり、その際に9つの行政区が設置された（後に岩槻市の編入により10区となった）。
行政区によっては、新設された区役所の位置が鉄道駅から遠いなど公共交通機関でのアクセスに問題があり、利便性向上のために順次運行を開始した。どの路線も鉄道駅に接続し、区役所および市の施設近辺に停車する。
鉄道や路線バスを補完して地域内の公共交通ネットワークを形成し、交通空白地区の解消を図るとともに、高齢者や子育て層など誰もが利用しやすく、費用負担を市と利用者が分担する持続可能な地域公共交通サービスとすることをコンセプトとしている。
大宮区・中央区・浦和区・緑区の4区では、区役所を発着するコミュニティバスが運行されていない。旧市域でコミュニティバスの運行がないのは与野市のみだが、市の中心部に近く面積が狭いことが理由として挙げられる。
その後、2011年からはさいたま市乗合タクシーが運行を開始し、コミュニティバスと同様の役割を担っている。

### 運行担当事業者
市内に営業所のある乗合バス事業者3社が運行を担っており、5つの営業所が担当している。
- 西武バス
  - 大宮営業所 - 西区コミュニティバス
- 国際興業バス
  - さいたま東営業所 - 見沼区コミュニティバス・南区コミュニティバス
  - 西浦和営業所 - 桜区コミュニティバス
- 東武バスウエスト
  - 大宮営業事務所 - 北区コミュニティバス
  - 岩槻営業所 - 岩槻区コミュニティバス

## 歴史

### 合併前のコミュニティバス
合併によってさいたま市となる以前、旧岩槻市と旧浦和市では、それぞれ独自にコミュニティバスを運行していた。

#### 岩槻市公共施設循環バス
岩槻市では、1989年（平成元年）6月より福祉目的の無料巡回バス「岩槻市公共施設循環バス」が運行を開始し、東武鉄道直営時代の東武バス大宮営業所岩槻出張所（現：東武バスウエスト岩槻営業所）と国際興業バス大宮営業所（現：さいたま東営業所）が運行受託していた。
これは福祉目的の無料バスではあるが、東武バスとしては初のコミュニティバス運行受託であり、コミュニティバスとしては極めて早期の1980年代後半に開業したという点でも特筆される。
岩槻市のさいたま市への編入合併により、2005年（平成17年）3月31日をもって廃止となった。
車両
- 国際興業バスでは、いすゞ・ジャーニー（10号車、KK-SBHW41、1999年式、大宮200あ45）[5][6][7]を使用していた。青系統の観光カラー[7]のマイクロバス（日産・シビリアンW41系のOEM）であった。

#### 浦和市内循環バス
浦和市では、主な公共施設への交通利便性向上を図るため、1994年（平成6年）10月より「浦和市内循環バス」が運行開始し、国際興業バス西浦和営業所が運行受託していた。
これは、国際興業のコミュニティバス（有償運行）運行受託としては、同年8月に運行開始した朝霞市内循環バスに続く2番目のもので、その後1996年に日高市内循環バス（2007年廃止）を受託している。
浦和駅西口（6番乗り場）を起終点とし、「東台経由」と「南浦和橋・円正寺経由」のそれぞれに「南回り」と「北回り」が設定され、計4コースで運行されていた。専用車両は大型路線車6台で、1996年（平成8年）10月からは、車椅子での利用を容易にするためリフト付きの車両を2台導入した。
大宮市・与野市との新設合併後も引き続き「市内循環バス」として運行を継続していたが、政令指定都市へ移行する直前の2003年（平成15年）3月31日で廃止された。廃止直前の2002年（平成14年）にはオリジナルチョロQも発売された。
路線
- 浦101：浦和駅西口 - 東台経由 - 浦和駅西口[8]
- 浦102：浦和駅西口 - 南浦和橋・ 円正寺経由 - 浦和駅西口[8]

車両
- いすゞ・キュービック（ツーステップバス）6台
  - U-LV324K（1994年式）- 7617（大宮22か2821） - 7620（大宮22か2824）の4台[10][6]
  - KC-LV380L（1996年式、リフトバス）- 9902号車（大宮22か3125） - 9903号車（大宮22か3126）の2台[10][6]

専用車両として、公募で採用されたイラストをデザインしたバス5台と、浦和レッズのキャラクター「レディア」を使用したバス1台が用意された。

### さいたま市コミュニティバスの開業
2003年（平成15年）4月1日、政令指定都市への移行で設置された行政区のうち、一般路線バスではアクセスできない西区・見沼区・桜区・南区の4つの新設区役所へのアクセス手段として4路線で開業。西区は西武バスに、他3区は国際興業バスが運行を担うこととなった。
その後、2005年8月に北区に、2007年1月に岩槻区に路線を開設し、いずれも東武バスウエストが運行を担うこととなった。これで現行の6区6路線となった。
2010年（平成22年）6月から11月までの約半年間、北区コミュニティバス・桜区コミュニティバスの2路線で土曜日の実証運行を実施した。同年9月から12月までの3カ月間では、西区コミュニティバスで路線延伸の実験運行を実施した。2014年（平成26年）2月から2015年（平成27年）2月までの1年間は、南区コミュニティバス・岩槻区コミュニティバスの2路線でルート変更の実証運行を実施。2015年（平成27年）2月から2017年（平成29年）2月までの2年間では、西区コミュニティバスで路線ルート変更の実証運行を実施した。
2021年（令和3年）6月13日は、通常は運行を行わない日曜日であったが、新型コロナウイルスワクチンの集団接種会場のうち先行実施を行う見沼区役所および岩槻区役所への移動手段を早急に確保する必要が生じたことから、ワクチン接種が目的でない人も利用できる公共交通として見沼区コミュニティバス・岩槻区コミュニティバスの運行を行った。

## 運行内容
平日（月曜日 - 金曜日）の6時台から19時台のみ運行し、土曜日・日曜日・祝日、年末年始（12月29日 - 1月3日）は全便運休する。

### 運賃・乗車券類
運賃は市内の一般路線バスに準拠し、初乗り運賃は一般路線バスと同額だが、運賃に上限を設けている。
- 大人（中学生以上）：初乗り現金運賃180円、IC運賃178円。上限は現金運賃270円、IC運賃263円[2]。
- 子供（小学生）：大人運賃の半額[2]。
- 幼児（未就学児）：大人または子供1人につき2人まで無料、3人以上は子供運賃[2]。
- 乳児（1歳未満）：運賃無料[2]。

現金運賃は10円未満切り上げ、IC運賃は1円未満切り上げ。
障害者については、各種障害者手帳の提示による運賃割引がある。身体障害者手帳・療育手帳・精神障害者保健福祉手帳の提示により、いずれも本人は正規運賃の半額となり、手帳の種類によっては介護者も半額となる。高齢者への割引制度はない。
バス共通カードの利用は2010年（平成22年）7月31日で終了したが、交通系ICカード（PASMO・Suica）には全路線が対応している。ただし、ICカードを利用する一日乗車券（西武バスの「1DayPass」、国際興業バスの「IC一日乗車券」）の使用はできない。

## 現行路線
一般路線バスと同じ経路を走行する区間では、基本的に路線バスと停留所が共通である。

### 西区コミュニティバス
- 市民医療センター - 加茂川団地入口 - 中野林南 - 二ツ宮 - プラザ中央 - 指扇病院 - 西区役所 - 西大宮駅
  - 西武バス大宮営業所が運行

2003年（平成15年）4月1日に運行開始。かつては一部の便が大宮花の丘農林公苑まで延長運行されていた。また、新川に架かる観音橋の架け替えによって一時期迂回ルートでの運行となったが、架け替えの終了に伴い、2009年（平成21年）10月1日の改正でルートを再度変更した。
2010年（平成22年）9月6日 - 12月3日の期間は、延伸による利用促進の有効性を検証するため、内野本郷をモデル地区として実証実験が行われ、期間中はすべての便が西大宮駅 - 内野本郷 - 花の丘 - 西大宮駅の循環運行をしてから通常運行した。10月 - 翌年6月は構内が閉鎖されるため、花の丘発着便は構外の臨時停留所からの発着としていた。
2013年（平成25年）2月1日に乗合タクシー「あじさい号」が実証運行を開始したことに伴い、西大宮駅 - 花の丘 - 西大宮駅の区間は休止となった。その後、2015年（平成27年）2月3日にあじさい号が本格運行へ移行したことにより、同区間は廃止となった。またこの日からは、二ツ宮地区からの要望により、地区内を運行する迂回ルートでの運行を開始。収支率などの運行条件が基準に達したために、 2017年（平成29年）2月3日に変更ルートでの本格運行へ移行した。その後、加茂川団地周辺に存在する交通空白地区の解消と利用者の利便性向上を図るため、2020年（令和2年）11月2日に加茂川団地方面を経由する新たなルートでの運行を開始した。

### 北区コミュニティバス
- 宮原駅東口 - 土呂駅西口 - ステラタウン - 北区役所 - 植竹公民館入口 - 大宮中央総合病院 - 鉄道博物館南 - 日進駅南 - 日進駅西 - 宮原駅西口
  - 東武バスウエスト大宮営業事務所が運行

2005年（平成17年）8月に運行開始。2010年（平成22年）6月 - 11月の約半年間、土曜日の実証運行を実施した。2011年（平成23年）4月4日よりルートが変更され、日進駅北口に乗り入れるようになった。なお、ルートとなっている道路の関係で、一部大宮区内を通る区間（鉄道博物館南）がある。

### 見沼区コミュニティバス
- さぎ山ルート：大谷県営住宅 - 七里学校前 - 大谷中学校 - 大和田駅 - 見沼区役所 - 七里駅西 - 大谷県営住宅 - 片柳コミュニティセンター - 染谷南 - さぎ山記念公園（構内）
- 沖郷ルート：大谷県営住宅 - 七里学校前 - 大谷中学校 - 大和田駅 - 見沼区役所 - 七里駅西 - 大谷県営住宅 - 片柳コミュニティセンター - 染谷南 - 沖郷会館
  - いずれも国際興業バスさいたま東営業所が運行

2003年（平成15年）4月1日にI系統（見沼区役所 - 七里駅西 - 東宮下団地 - 大谷県営住宅 - 染谷南 - さぎ山記念公園、後に大和田駅 - 見沼区役所間が延伸開業）が運行開始。2004年（平成16年）10月にII系統（見沼区役所 - 大和田駅 - 大谷中学校 - 七里学校前 - 大谷県営住宅）が運行開始。別路線として運行されていたが、2008年（平成20年）3月3日に両系統を統合する形で走行エリアを拡大した。 見沼自然公園構内への直接乗り入れを行った時期もあったが廃止された。
その後、片柳一丁目の沖郷（おきごう）地区から、コミュニティバスの停留所を近隣に設置してほしいとの要望を受け、住民の要望に応じるとともに民間バス路線との競合の一部解消を図ることになり、2019年（令和元年）12月16日から地区の自治会館である沖郷会館を発着する沖郷ルートの運行を開始した。これにより、さぎ山記念公園（構内）を発着するルートはさぎ山ルートと呼ばれることになった。1日あたり12便のうち、さぎ山ルートが7便、沖郷ルートが5便である。なお、さぎ山ルートの見沼自然公園締切橋 - さぎ山記念公園（構内）間は緑区に乗り入れている。

### 桜区コミュニティバス
- 市民医療センター - 大久保団地西 - 埼玉大学 - 桜区役所 - 新開交番前 - 田島団地 - 西浦和駅 - 中浦和駅
  - 国際興業バス西浦和営業所が運行

2003年（平成15年）4月1日に運行開始。かつては桜区役所から田島団地を循環するルートだった。当初は中浦和駅方面へは運行されておらず、田島八丁目から櫃沼、田島七丁目、田島小学校、松本北を通り西浦和駅周辺を一周していたが、路線変更によって田島八丁目 - 松本北間は廃止され、西浦和駅・中浦和駅へも接続されるようになった。2010年（平成22年）6月 - 11月の約半年間、土曜日の実証運行を実施した。市民医療センター - 市民医療センター入口間は西区に、中浦和駅北入口 - 中浦和駅間は南区に乗り入れている。

### 南区コミュニティバス
- 武蔵浦和駅西口（南区役所） - 沼影市民プール - 六辻 - 南浦和駅西口 - 円正寺 - 明花
  - 国際興業バスさいたま東営業所が運行

2003年（平成15年）4月1日に運行開始。かつては六辻 - 文化センター間は公会堂入口を経由していたが、路線が変更された。武蔵浦和駅周辺の再開発事業によって一時期迂回ルートでの運行となったが、事業終了に伴い2009年（平成21年）1月5日の改正によってルートが戻され、ナリアガーデン・大谷場小学校南バス停を設置した。
2013年（平成25年）1月4日に、武蔵浦和駅西口に建設された南区役所の新庁舎を中心とする公益複合施設「サウスピア」が開設され、同日の改正によって武蔵浦和駅西口発着となった。2014年（平成26年）2月3日から、内谷地区でルート変更の実証運行を開始。収支率などの運行条件が基準に達したために、2015年（平成27年）2月3日に変更ルートでの本格運行へ移行した。なお、ルートとなっている道路の関係で、一部川口市内を通る区間がある。

### 岩槻区コミュニティバス
- 慈恩寺観音 - 東岩槻駅北口 - 南平野団地 - 岩槻城址公園 - 岩槻駅 - 丸山記念総合病院 - 府内一丁目
- 慈恩寺観音 - 東岩槻駅北口 - やまぶき団地 - 岩槻城址公園 - 岩槻駅 - 丸山記念総合病院 - 府内一丁目
  - いずれも東武バスウエスト岩槻営業所が運行

2007年（平成19年）1月11日に運行開始。2012年（平成24年）1月4日、岩槻区役所と岩槻区保健センターの統合移転に伴い、一部の停留所名を変更した。2014年（平成26年）2月3日に、小溝地区を経由するルート変更の実証運行を開始。収支率などの運行条件が基準に達したために、2015年（平成27年）2月3日に変更ルートでの本格運行へ移行した。2019年（令和元年）7月1日にもルート変更が行われ、東岩槻駅南 - 南平野公園間では、南平野団地を経由する便に加えてやまぶき団地を経由する便が設定された。上下とも偶数便が南平野団地経由、奇数便がやまぶき団地経由の運行となっている。2020年（令和2年）5月1日から林道町 - 府内一丁目間の運行が休止されたが、2021年（令和3年）4月1日に運行が再開された。
なお、ルートとなっている道路の関係で、一部春日部市内を通る区間がある。府内一丁目停留所は府内市民の窓口の構内にある。

## 車両
2003年4月の開業時に、各社とも専用車両として日野・リエッセを導入。環境に配慮してCNG自動車を採用した。CNG改造はフラットフィールドによる。専用車両のデザインは3社共通で、青色地に金色で「Community Bus」の文字と2本線の帯が、前面にさいたま市章が描かれていた。
2017年から車両代替により、同デザインの日野・ポンチョ（非CNG・ディーゼル車）に順次変更され、車体の地色を青から水色に変更し、帯と「Community Bus」の文字、さいたま市章は白に変更された。
西区コミュニティバス用の車両は、ポンチョのショートボディ（1ドア車）になったため、バスから降りる客を優先させ、乗車の際は降車する客が全員降りたことを確認してから乗ることになる。
専用車両が1台でも点検に入った場合は各運転事業者のさいたまコミュニティバス幕を収録した一般塗装日野ポンチョ、日野リエッセが代走することがある。CNGではない。